# Freikugeln
Freikugeln ist eine Schnellpolka von Johann Strauss (Sohn) (op. 326). Das Werk wurde am 27. Juli 1868 im Wiener Prater erstmals aufgeführt.

## Einzelnachweis
1. ↑  Quelle: Englische Version des Booklets (Seite 90) in der 52 CDs umfassenden Gesamtausgabe der Orchesterwerke von Johann Strauß (Sohn), Hrsg. Naxos (Label). Das Werk ist als neunter Titel auf der 33. CD zu hören.